# Cedar Point (Teksas)
Cedar Point je naseljeno mjesto za statističke potrebe u američkoj saveznoj državi Teksas. Prema popisu stanovništva iz 2010. u njemu je živjelo 630 stanovnika.